# Christian Klein (Ökonom)
Christian Klein (* 1972 in München) ist ein deutscher Ökonom. Er ist seit 2013 Professor für Sustainable Finance an der Universität Kassel und Mitbegründer der Wissenschaftsplattform Sustainable Finance.

## Werdegang
Christian Klein studierte Betriebswirtschaftslehre an der Universität Augsburg mit Auslandsaufenthalt an der European Business Management School, Swansea, UK. Der studierte Diplomkaufmann begann seine berufliche Laufbahn 1999 als Marketing Consultant bei Siemens in München.
Er promovierte am Lehrstuhl für Statistik der Universität Augsburg bei Günter Bamberg, an dem er bis 2006 als Wissenschaftlicher Mitarbeiter tätig war. Dort schloss er seine Dissertation zum Thema „Irrationale Verhaltensweisen auf Kapitalmärkten“ mit der Note summa cum laude ab. Von 2006 bis 2013 war Christian Klein als Akademischer Rat und Habilitand am Lehrstuhl für Rechnungswesen und Finanzierung der Universität Hohenheim tätig. Im Jahr 2012 schloss er seine Habilitation zum Thema „Existenz und Persistenz neuer Kapitalmarktanomalien“ ab und erhielt die Lehrbefähigung für das Fach Betriebswirtschaftslehre.
Christian Klein ist seit März 2013 Professor für Sustainable Finance an der Universität Kassel. Er forscht in den Bereichen Corporate Finance, Risk Management, Behavioral Finance und Sustainable Finance. Er fokussiert sich im Rahmen seiner Forschung vor allem auf Impact Investing, Climate Finance und dem Verhalten individueller Investoren im Bereich Nachhaltige Geldanlagen.
Christian Klein ist seit 2020 Mitglied im Nachhaltigkeitsbeirat der Bayer AG.

## Schriften (Auswahl)
- C. Klein, B. Zwergel, J. Eckert, M. Dumrose: Regulatorische und systembedingte Barrieren im Bereich Nachhaltige Geldanlagen in der Anlageberatung im Retail Banking – Eine qualitative Analyse aus der Perspektive des Anlageberaters. Kobra Uni Kassel, Kassel 2022. doi:10.17170/kobra-202208036572. (forschung.uni-kassel.de)
- J. Eckert, S. Huber, C. Klein, B. Zwergel: New evidence on German retail investors: The desire to make an impact. In: Corporate Finance. 2022, S. 168–174. (forschung.uni-kassel.de)
- M. Wilkens, C. Klein: Welche transformativen Wirkungen können nachhaltige Geldanlagen durch Verbraucherinnen und Verbraucher haben? Gutachten für den Verbraucherzentrale Bundesverband (vzbv), 2021.
- J. Eckert, S. Huber, C. Klein: Regulatory framework for sustainable investment products – Current developments and associated challenges. In: Corporate Finance. Band 12, 2021, S. 274–279. (forschung.uni-kassel.de)
- C. Klein, J. Eckert, M. Dumrose: Nachhaltige Finanzwirtschaft: Definition und aktuelle Entwicklungen. In: D. Heithecker (Hrsg.): Handbuch Nachhaltige Finanzwirtschaft. FCH-Gruppe, Heidelberg 2021, S. 15–29. (forschung.uni-kassel.de)
- T. Busch, P. Bruce-Clark, J. Derwall, R. Eccles, T. Hebb, A. Hoepner, C. Klein, P. Krueger, F. Paetzold, B. Scholtens, O. Weber: Impact investments: a call for (re)orientation. In: SN Business & Economics. Band 1, 2021, Artikel 33. doi:10.1007/s43546-020-00033-6. (forschung.uni-kassel.de)
- A. Höck, C. Klein, A. Landau, B. Zwergel: The effect of environmental sustainability on credit risk. In: Journal of Asset Management. Band 21, 2020, S. 85–93. doi:10.1057/s41260-020-00155-4 (forschung.uni-kassel.de)
- A. Landau, J. Rochell, C. Klein, B. Zwergel: Integrated reporting of environmental, social, and governance and financial data: Does the market value integrated reports? In: Business Strategy and the Environment TBD. 2020. doi:10.1002/bse.2467. (forschung.uni-kassel.de)
- Z. I. Younas, C. Klein, B. Zwergel, T. Trabert: Board composition and corporate risk-taking: a review of listed firms from Germany and the USA. In: JOURNAL OF APPLIED ACCOUNTING RESEARCH. Band 20, 2019, S. 526–542. doi:10.1108/JAAR-01-2018-0014 (forschung.uni-kassel.de)
- S. Drempetic, C. Klein, B. Zwergel: The Influence of Firm Size on the ESG Score: Corporate Sustainability Ratings Under Review. In: Journal of Business Ethics TBD. 2019, doi:10.1007/s10551-019-04164-1. (forschung.uni-kassel.de)
- T. Bauckloh, S. Heiden, C. Klein, B. Zwergel: New evidence on the impact of the English national soccer team on the FTSE 100. In: Finance Research Letters. Band 28, 2019, S. 61–67, doi:10.1016/j.frl.2018.04.001. (forschung.uni-kassel.de)
- B. Zwergel, A. Wins, C. Klein: On the heterogeneity of sustainable and responsible investors. In: JOURNAL OF SUSTAINABLE FINANCE & INVESTMENT. Band 9, 2019, S. 282–294, doi:10.1080/20430795.2019.1613820. (forschung.uni-kassel.de)
- T. Bauckloh, C. Klein, B. Zwergel, S. Heiden: New evidence on the impact of the English national soccer team on the FTSE 100. In: Finance Research Letters. March 2019, S. 61–67, doi:10.1016/j.frl.2018.04.001. (forschung.uni-kassel.de)
- K. Heinemann, B. Zwergel, S. Gold, S. Seuring-Stella, C. Klein: Exploring the Supply-Demand-Discrepancy of Sustainable Financial Products in Germany from a Financial Advisor’s Point of View. In: Sustainability. Band 10, 2018, S. 1–20, doi:10.3390/su10040944. (forschung.uni-kassel.de)
- T. Bauckloh, C. Klein, A. Schneeweiß: Green Bonds: Emittenten und Additionalität auf dem Prüfstand. In: M. Stapelfeldt, M. Granzow, M. Kopp (Hrsg.): Greening Finance. Logos, Berlin 2018, S. 187–201. (forschung.uni-kassel.de)

## Preise und Auszeichnungen
- 2006: „Dozent des Jahres“ an der Wirtschaftswissenschaftlichen Fakultät Augsburg[6]
- 2008: Hohenheimer Lehrpreis[6]
- 2009: Erich-Gutenberg-Preis für Nachwuchswissenschaftler[6]